# Channel 3 (Таиланд)
Канал 3 HD (тайск. ช่อง 3 เอชดี Ранее известный как สถานีโทรทัศน์ไทยทีวีสีช่อง 3) — тайский телеканал бесплатного вещания, который был запущен 26 марта 1970 года как первая коммерческая телевизионная станция Таиланда. Channel 3 управляется BEC Multimedia Company Limited (BECM), дочерней компанией публичной компании BEC World Public Company Limited. Штаб-квартира сети находится в башне Maleenont Tower в Бангкоке.

## История
Channel 3 был запущен 26 марта 1970 года в 10:00 по бангкокскому времени премьер-министром фельдмаршалом Таномом Киттикачоном. В первые годы существования, его зона вещания была ограничена только столичным районом Бангкока. 1 января 1985 года телеканал запустил свою первую службу телетекста, известную как Infonet. 1 января 1987 года Channel 3 начал транслироваться в стереофоническом режиме, а в 1990-х годах его стереотрансляция была введена на бесплатную УКВ-станцию по всей стране. TV3 также экспериментировал с двуязычной передачей с использованием второй звуковой дорожки в 1990-х годах.
В первые годы своего существования эфирное время Channel 3 длилось 6 часов с 16:00 до 22:00, а позже было расширено до дневных часов. В течение короткого периода времени он начал круглосуточное вещание в 1997 году, но был закрыт из-за азиатского финансового кризиса 1997 года. Сеть возобновила круглосуточное эфирное вещание 1 января 2005 года.
1 января 2001 года Channel 3 стал первой станцией в Таиланде, транслировавшей фильм в формате 3D. Для фильма «Челюсти 3» требовалась пара 3D-очков, купленных в определённых магазинах, сотрудничающих с сетью для мероприятия, или приобретённых в другом месте.
К сентября 2018 года Channel 3 был последней вещательной компанией, которая транслировала услуги аналогового телевидения в Таиланде. Сеть перешла на цифровое телевидение в конце 2019 года на УКВ, а аналоговое телевидение прекратило передачу 26 марта 2020 года в 00:00 (UTC +7), ровно через 50 лет после запуска канала.
В 2021 году все развлекательные программы, произведенные Tero Entertainment, были удалены из эфира и переведены на Channel 7.